# اسلمي يا مصر
اسلمي مصر هو عنوان كلمات النشيد الوطني المصري في الفترة من 1923م، وحتى 1936م، ألفه الشاعر و الأديب المصري مصطفى صادق الرافعي، وقد استلهم الكلمات من أحداث ثورة 1919، ولحَّنه صفر علي، ويُستَخدَم النشيد حاليًا كنشيد لكلية الشرطة المصرية، وأيضاً نشيد لحزب مصر الفتاة.
كان اسلمي يا مصر النشيد الوطني الرسمي بجانب السلام الملكي سلام أفندينا الذي كان يعزف في المناسبات الملكية فقط.
في عام 1936، عندما جلس الملك فاروق على العرش، قام بالإستغناء عن نشيد اسلمي يا مصر وأعاد السلام الملكي سلام أفندينا كنشيد وطني، وظل الوضع هكذا حتى ثورة 23 يوليو.

## استشهاد عام
- عادل، رجاء (2019). Beauty in the Age of Empire: Japan, Egypt, and the Global History of Aesthetic Education. دراسات كولومبيا في التاريخ الدولي والعالمي. دار نشر جامعة كولومبيا. ISBN:978-0-231-54928-8. اطلع عليه بتاريخ 2025-01-01.